# La mare del nuvi
La mare del nuvi  (títol original: Monster-in-Law) és una comèdia romàntica  estatunidenca dirigida per Robert Luketic, estrenada el 2005. Ha estat doblada al català.

## Argument
Charlie (Jennifer Lopez) és una noia que viu de diverses petites feines: passejadora de gossos, ajudant en un laboratori, i puntualment cambrera… Coneix un dia Kevin (Michael Vartan) que té tot l'aire de ser el príncep encantador: guapo, ric, graciós, esportiu… Algun temps després del començament de la seva relació, la porta a casa de la seva mare Viola (Jane Fonda): la jornada transcorre molt be i les dues dones se senten de manera tan extraordinària que Kevin demana Charlie per casar-se davant la seva mare. Aquesta, que acaba de sortir d'una depressió nerviosa, s'enfonsa i jura ser la pitjor sogra existent a la terra per tal de separar-los.

## Repartiment
- Jane Fonda: Viola Fields
- Jennifer Lopez: Charlotte "Charlie" Cantilini Fields
- Michael Vartan: Dr. Kevin Fields
- Wanda Sykes: Ruby
- Adam Scott: Remy
- Monet Mazur: Fiona
- Annie Parisse: Morgan
- Will Arnett: Kit
- Elaine Stritch: Gertrude Fields
- Stephen Dunham: Dr. Paul Chamberlain

## Nominacions
- Premis Razzie 2006: Premi a la pitjor actriu (Jennifer Lopez, nominada).

## Al voltant de la pel·lícula
- El títol original Monster-in-Law és una referència pejorativa a Mother-in-law que designa en anglès la « sogra ».
- Mark Ruffalo s'havia vist oferir el paper principal masculí, però va declinar l'oferta.
- El rodatge s'ha desenrotllat a Culver City, San Marino i Los Angeles.
- Des de Stanley & Iris dirigida per Martin Ritt l'any 1990, Jane Fonda no havia rodat cap film des de feia quinze anys.
- Quan Viola demana a Tanya Murphy quins són els seus films predilectes, aquesta cita d'entre altres Una rossa molt legal, que era la un dels precedents films dirigits per Robert Luketic.
- Totes les fotos de Viola Fields acompanyada de celebritats són d'autèntiques fotos de Jane Fonda amb Oprah Winfrey, Ted Turner, Jon Voight i Gloria Steinem. L'única foto retocada és aquella de la coberta del Time. Jane Fonda inicialment n'havia de fer la coberta, però la mort del papa Joan Pau II l'any 2005 va fer la portada de l'actualitat, i va ocupar doncs la seva plaça en coberta.
- Crítica
  - "Un espectacle generacional divertit de contemplar"[3]
  - "L'única cosa en el que podia pensar veient a Jennifer Lopez (…) era el 'cool' i desembolicada que estava en 'Un novel·la molt perillós' (Out of Sight, 1998)"[4]